# Б-307
Б-307 — советская дизельная подводная лодка проекта 641Б «Сом». С 1980 по 2001 гг. находилась в боевом составе Военно-морского флота СССР и Российской Федерации.
В 2005 году установлена в городе Тольятти, как корабль-музей в составе паркового комплекса истории техники имени К. Г. Сахарова.

## История службы
Заложена 7 марта 1980 года на судостроительном заводе «Красное Сормово» (Нижний Новгород). Заводской номер С-124. Спущена на воду 30 сентября 1980 года.
В течение пятнадцати лет лодка находилась в составе 4-й эскадры подводных лодок Северного флота (Полярный).
С 5 января 1985 по сентябрь 1985 несла боевую службу в Средиземном море с заходом в Аннаба (Алжир) и Тартус (Сирия). Командир — капитан 2 ранга Рязанцев В. А., старший помощник — капитан 3 ранга Малиновский Г. П.
В 1998 году на Б-307 проходили съёмки ряда сцен фильма «Особенности национальной рыбалки».
Исключена из боевого состава ВМФ в декабре 2001 года.

## Музей
В 2002 году субмарина была передана в технический музей ОАО «АвтоВАЗ» (Тольятти). Первоначально планировалось, что ВМФ передаст заводу лодку бесплатно, однако в связи с проблемами в законодательной базе музею пришлось лодку покупать. Сумма сделки составила 768 тыс. рублей (аналогичная лодка, купленная московским музеем, обошлась тому в 48 млн рублей).
Планировалось, что лодка окажется в Тольятти летом 2003 года, однако после инцидента при транспортировке лодки «К-159» пришлось усиливать меры безопасности: лодку загерметизировали, освободили от всякого балласта, установили на понтоны. На понтонах с помощью двух буксиров лодка прибыла в Тольятти осенью 2003 года. Руководил переходом капитан 2 ранга Олег Кусмарцев. За время перехода лодка прошла восемь разводных мостов в Санкт-Петербурге и 22 шлюза, 8 из которых шириной всего 17,7 метра.
Осенью 2004 года лодку вытащили на сушу, а зимой 2005 года по специально созданной дороге длиной 4,5 километра её доставили в музей. Лодку тянули 9 военных тягачей БАТ-2, специально для этой цели выписанные с Тоцкого полигона.
С 1 мая 2018 года, после небольшого косметического ремонта, на Б-307 начали проводиться экскурсии. 

## Галерея

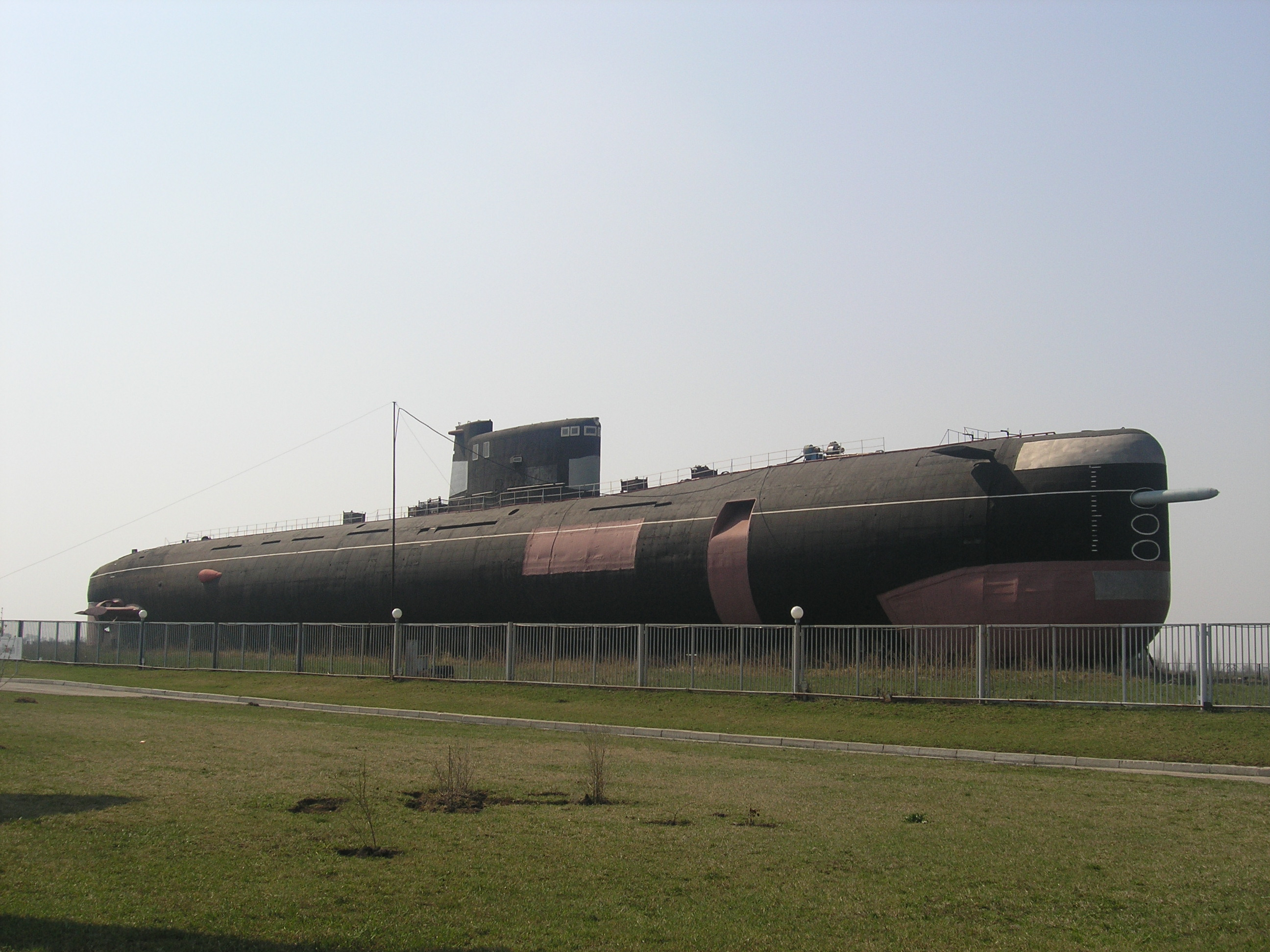
Общий вид субмарины
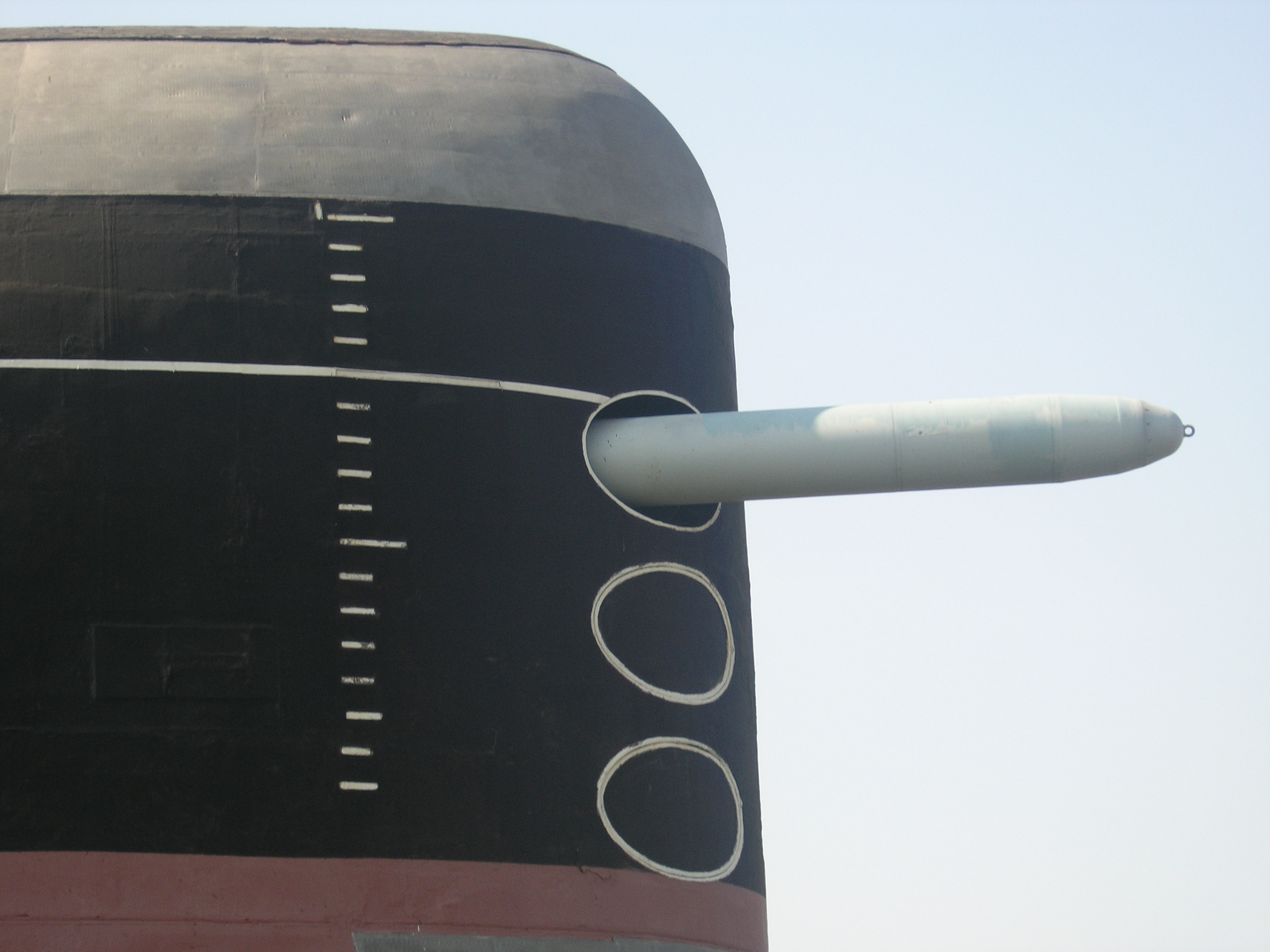
Торпеда в носовом аппарате
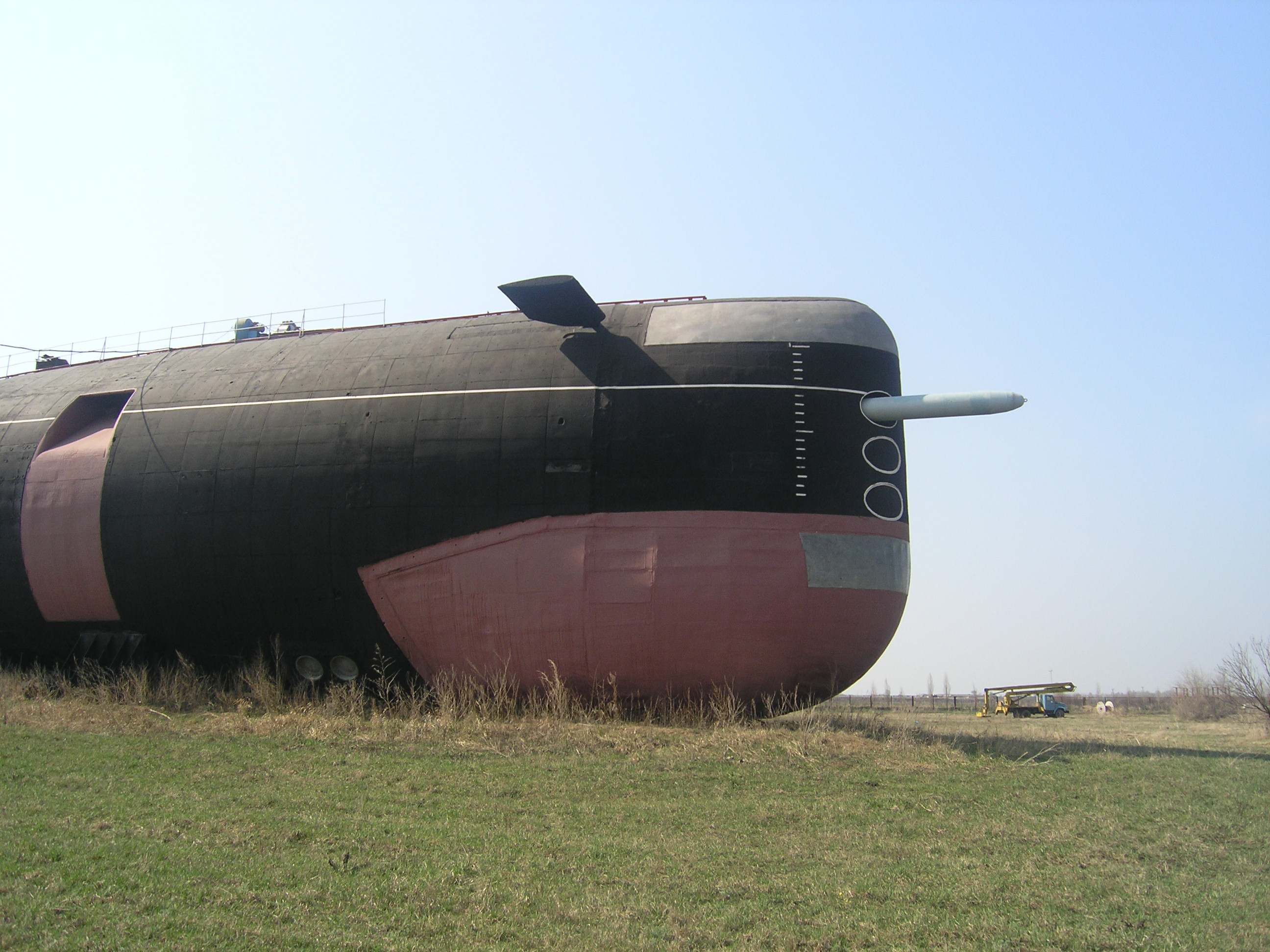
Носовая оконечность лодки
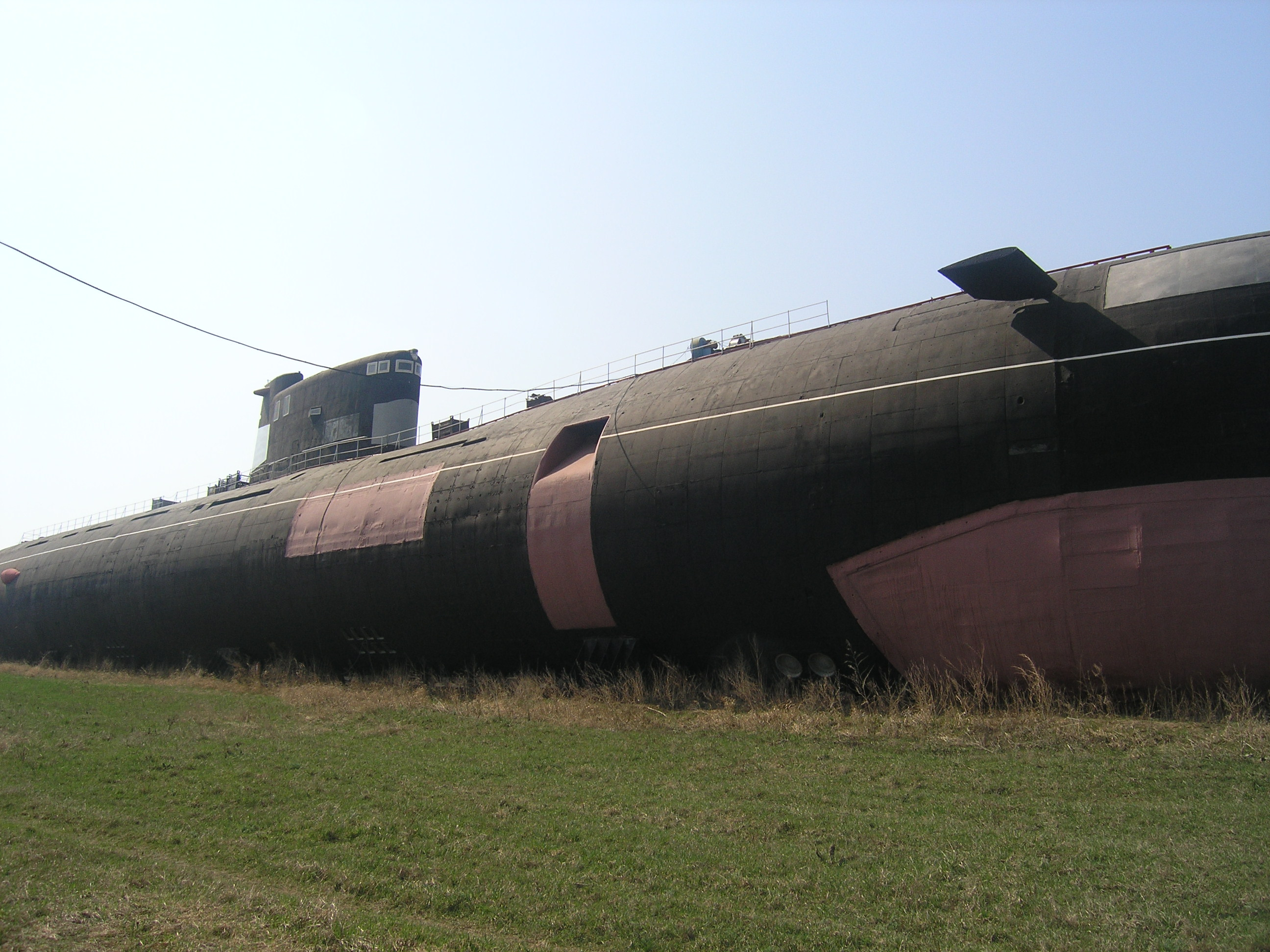
Правый борт субмарины
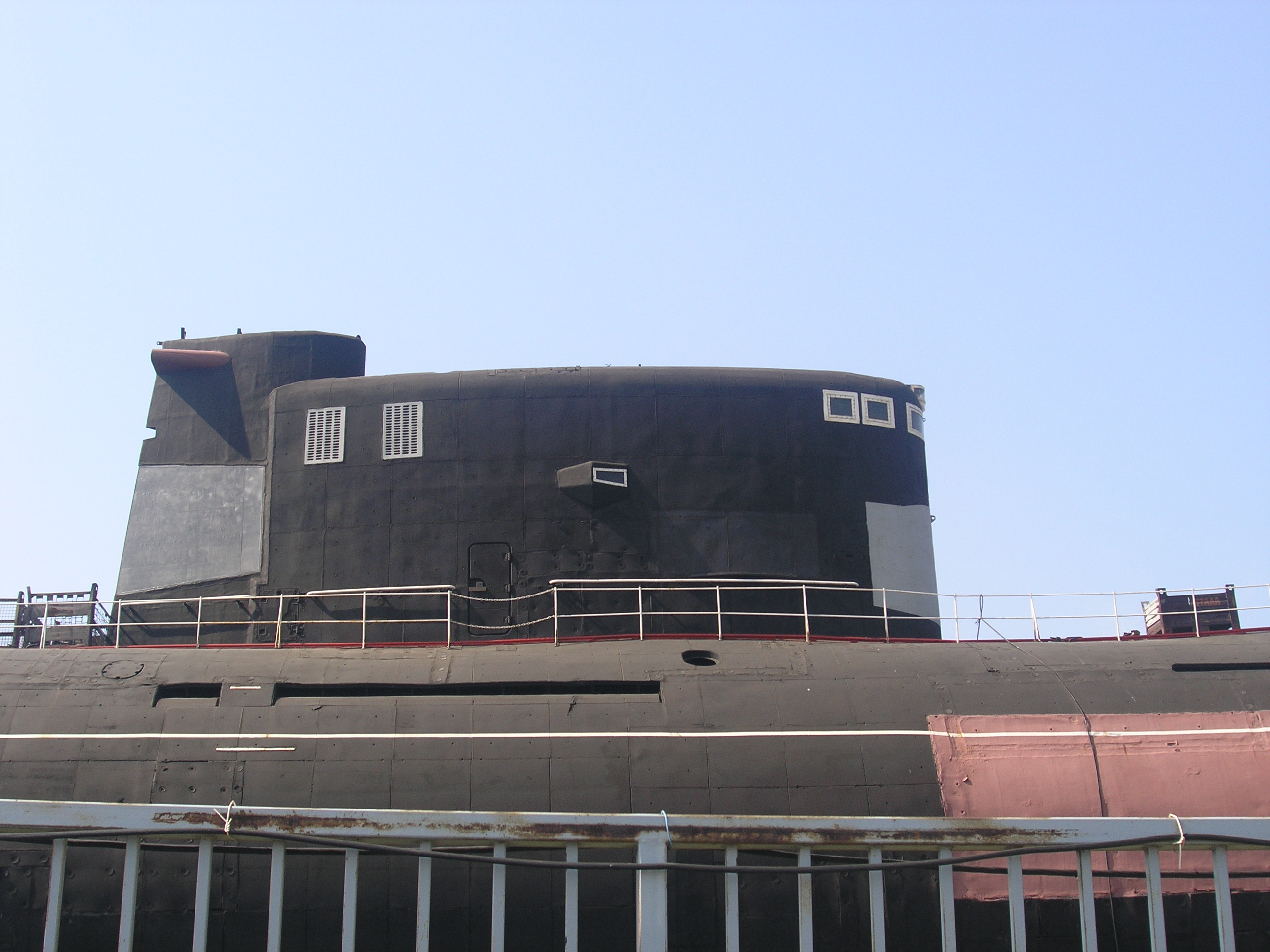
Вид на рубку с правого борта
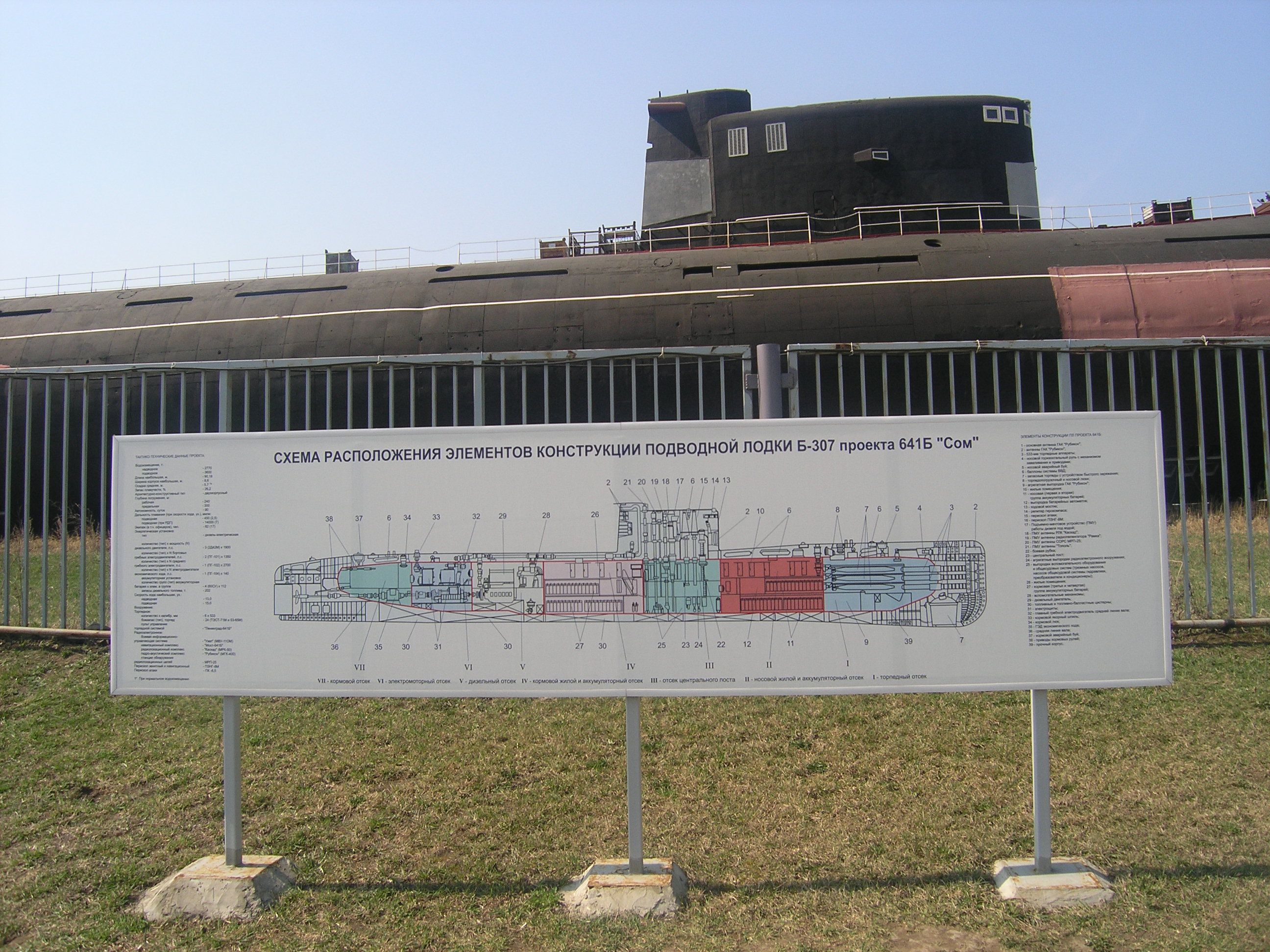
Карточка экспоната